# Systemverhalten
Das Verhalten eines Systems ist die auf der Makroebene beobachtbare Veränderung seines Zustandes oder seiner Zustandsgrößen. Als Ereignis wird der Übergang von einem Zustand in einen anderen bezeichnet. Hier lassen sich bereits ohne Kenntnis der Mikroebene Gesetzmäßigkeiten erkennen. Erklärt werden können diese Gesetzmäßigkeiten aber nur durch die Systemstruktur.
Diese Veränderungen können
- selbständig, ohne Einflüsse von außen ("intrinsisch") erfolgen []→ oder
- mit einem Einfluss von außen ("extrinsisch") zusammenhängen →[]→.
- Beobachtbar ist auch, dass ein System trotz eines Einflusses von außen keine Änderung zeigt →[].

Synonyme Begriffe für Einfluss und Wirkung:
| → [      | ] →      | Begriffe aus |
| -------- | -------- | ------------ |
| Einfluss | Wirkung  | .            |
| Input    | Output   | Kybernetik   |
| Eingabe  | Ausgabe  | Kybernetik   |
| Eingang  | Ausgang  | Kybernetik   |
| Reiz     | Reaktion | Ethologie    |

Die Zahl der Möglichkeiten, welche Einflüsse auf ein System einwirken können, ebenso die Zahl der Reaktionsmöglichkeiten, hängt von der Struktur des Systems ab. Von dem einfachsten System mit nur einer Eingabemöglichkeit und einer Ausgabemöglichkeit (Beispiel: Kniesehnenreflex) bis zu sehr vielen Möglichkeiten bei adaptiven und lernenden System sind alle Übergänge denkbar.
Einfluss und Wirkung können Stoff- bzw. Materie-, Energie- sowie Informationsflüsse sein. Dabei sind alle Kombinationen möglich (Beispiel: Beim Bremsen eines Autos an der Ampel bewirkt eine Information eine Abgabe von Energie).
Die Zusammenhänge zwischen Einfluss und Wirkung können unter zwei Gesichtspunkten betrachtet werden:
- qualitativ: die Art eines Einflusses bestimmt die Art der Wirkung. (Prinzip der Reiz-Reaktions-Verknüpfung in der Ethologie).
- quantitativ:

a) die Stärke eines Einflusses bestimmt die Stärke der Wirkung
b) der Einfluss bestimmt die Richtung der Wirkung (gleichsinnig, direkt proportional: E ~ A oder gegensinnig, indirekt proportional E ~ 1/A);
Das Verhalten von Systemen kann auf ihren eigenen Zustand wieder zurückwirken:
1. direkt (Beispiel: Instinkthandlungsketten)
2. indirekt: Das Verhalten von Systemen kann das Verhalten anderer Systeme beeinflussen und diese wirken wieder auf sie zurück. (Beispiele: Stoffkreisläufe wie der globale Kohlenstoffkreislauf, Recycling)

## Einfluss ohne beobachtete Wirkung →[]
Erklärungsmöglichkeiten:
- Trivialfall: Das System kann den Einfluss auf Grund fehlender Strukturen nicht weiterleiten oder verarbeiten.
- Der Einfluss von außen ist so schwach, dass die vom System gegebene Reizschwelle nicht überschritten werden kann.
- Das System ist so träge, dass es im Beobachtungszeitraum praktisch nicht reagiert (siehe Hysterese).
- Das System hat Kompensationsmechanismen, um seinen stationären Zustand (Gleichgewichtszustand) aufrechtzuerhalten.

Beispiel: Die Störung eines chemischen Gleichgewichts durch Veränderung der Konzentration der Edukte oder Produkte verändert nicht die Zustandsgröße Gleichgewichtskonstante. Allerdings werden die Gleichgewichtskonzentrationen verändert. Hier wird deutlich, wie die Feststellung von Verhalten davon abhängt, welche Parameter als relevant betrachtet und deshalb beobachtet werden.

## Zustandsänderung ohne beobachteten Einfluss von außen []→
Beispiele:
- Radioaktiver Zerfall;
- Verhaltensweisen, die auf einer inneren Uhr basieren, z. B. Wach-Schlaf-Rhythmus, autonomer Herzschlag

## Zwischen Einflüssen und Wirkungen sind Zusammenhänge feststellbar → []→
Beispiele:
- Auslösen – Steuern (Systemtheorie) – Regeln
- Anpassen (Adaption) – Lernen – Denken